# Edenkoben

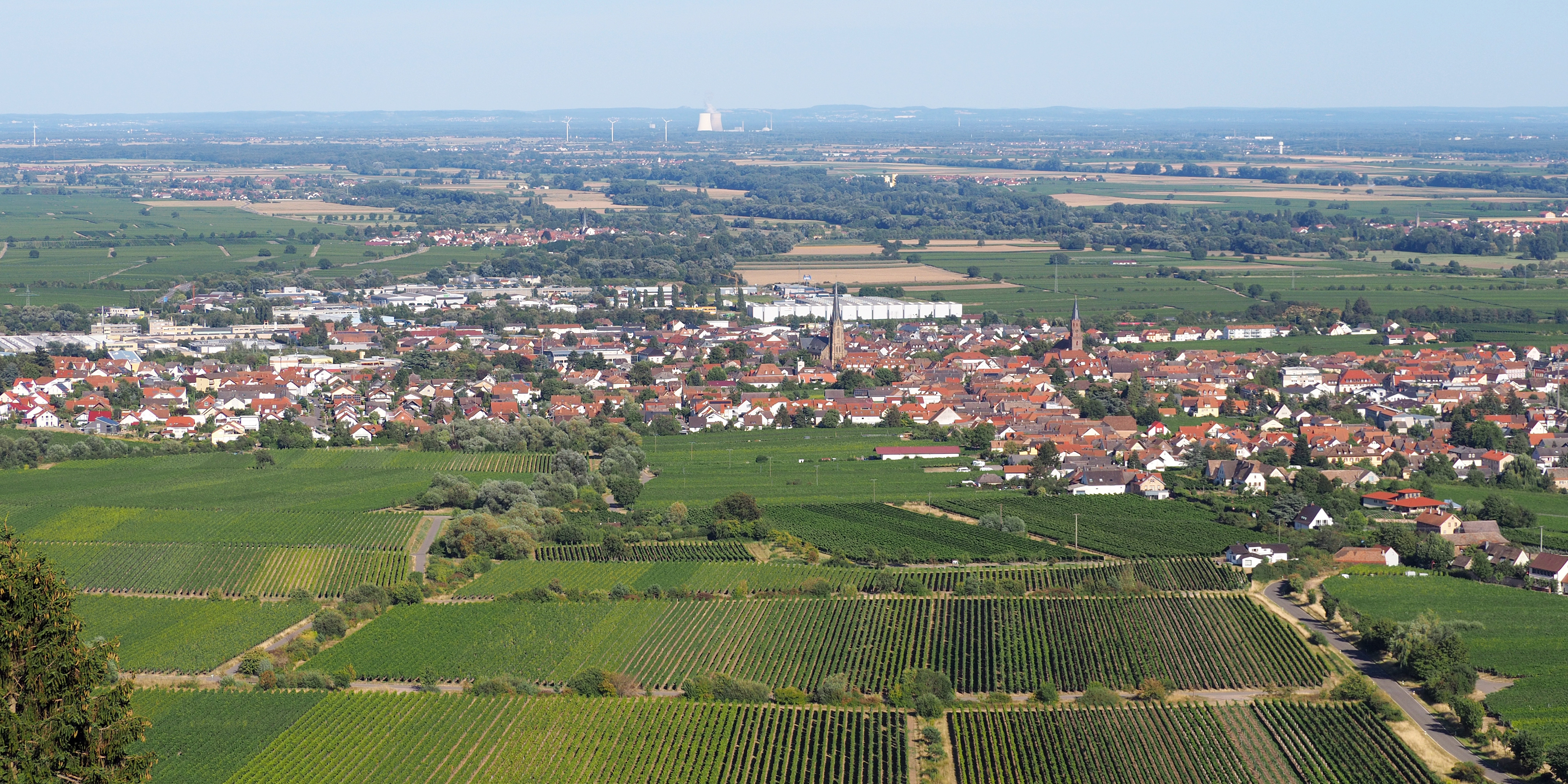
Ortsbild von Edenkoben

Edenkoben [ˈeːdn̩koːbn̩] (pfälzisch Edekowe) ist eine Stadt und gemessen an der Einwohnerzahl die viertgrößte Ortsgemeinde im Landkreis Südliche Weinstraße im Süden von Rheinland-Pfalz. Sie ist Verwaltungssitz der gleichnamigen Verbandsgemeinde, der sie angehört. Edenkoben ist ein staatlich anerkannter Luftkurort und gemäß Landesplanung als Mittelzentrum ausgewiesen.

## Geographie

### Lage
Der Weinort Edenkoben liegt an der Haardt, wie der Ostrand des Pfälzerwaldes genannt wird, am Ausgang des Edenkobener Tals. Etwa acht Kilometer nördlich liegt Neustadt an der Weinstraße und zehn Kilometer südlich Landau in der Pfalz. Zu Edenkoben gehören zusätzlich die Wohnplätze Forsthaus Heldenstein, Ludwigshöhe, Rosengärtchen, Waldhaus und Wappenschmieden. Ersterer liegt innerhalb einer Edenkobener Exklave im Pfälzerwald.
Die Nachbargemeinden sind – einschließlich Exklaven im Uhrzeigersinn – Maikammer im Norden, Kirrweiler, Venningen, Großfischlingen, Edesheim, Rhodt unter Rietburg, Venningen, Rhodt unter Rietburg, Altdorf, Kirrweiler und Sankt Martin. Die Waldexklave grenzt überwiegend an andere Exklaven und zwar – im Uhrzeigersinn – an Gommersheim, Maikammer, Sankt Martin, Gommersheim, Rhodt unter Rietburg, Edesheim, Hainfeld, Rhodt unter Rietburg und Venningen.
An der Grenze zu Rhodt unter Rietburg befindet sich mitten im Pfälzerwald der Gebirgspass Kohlplatz.

### Erhebungen
Innerhalb der Gemarkung der Gemeinde erstreckt sich in der Haardt als höchste Erhebung der 582,6 Meter hohe Schraußenberg als Vorgipfel des Hochbergs (635,3 m ü. NHN). Weitere Berge sind ganz am Rand des Pfälzerwaldes die Ostflanke des 324,7 Meter hohen Spitzbergel sowie weiter nördlich der Werderberg (349,7 m).

### Gewässer
Durch die Stadt verläuft der Triefenbach in West-Ost-Richtung. Innerhalb der Waldgemarkung befindet sich außerdem der Meerlinsenbrunnen. Innerhalb der Exklave entspringt der Kohlbach, der anschließend nach Norden fließt. Von links nimmt er den Bollerbach und den Bosenbach auf, die sich auf gesamter Länge innerhalb der Exklave befinden.

## Geschichte
Edenkoben wurde im Lorscher Codex im Jahr 769 als Zothingowe(n) erstmals urkundlich erwähnt.  Im 16. Jahrhundert gelangte es zur Kurpfalz, zu der es bis Ende des 18. Jahrhunderts gehörte. 1541 wurde in Edenkoben die erste Wasserleitung verlegt.
Knapp 20 Jahre später, im Jahre 1560, erhielt der Ort das Recht, Märkte abzuhalten.
Nach der Französischen Revolution war Edenkoben von 1802 bis 1814, als die Pfalz Teil der Französischen Republik (bis 1804) und anschließend Teil des Napoleonischen Kaiserreichs war, Sitz des gleichnamigen Kantons, dem 24 weitere Gemeinden angehörten und bildete eine eigene Mairie. 1815 hatte der Ort 3.560 Einwohner. Im selben Jahr wurde der Ort Österreich zugeschlagen. Anschließend wechselte der Ort in das Königreich Bayern. Von 1818 bis 1862 war Edenkoben Bestandteil des Landkommissariat Landau, das anschließend in ein Bezirksamt umgewandelt wurde. Städtisches Wahlrecht gab es in Edenkoben seit 1818. Zwischen 1846 und 1852 wurde von König Ludwig I. das Schloss Villa Ludwigshöhe als Sommerresidenz der bayrischen Könige erbaut. Die Bedeutung Edenkobens zeigt sich an der Errichtung eines „königlichen“ Bahnhofs, der allerdings 90 Jahre später gegen Ende des Zweiten Weltkrieges bei einem Luftangriff im Januar 1945 zerstört wurde. 1862 wurde mit Unterstützung des bayerischen Ex-Königs Ludwig I. das Krankenhaus Ludwigsstift errichtet. Ein weiterer Schritt in die Neuzeit war die Elektrifizierung Edenkobens durch den Bau eines Elektrizitätswerkes.
Ab 1939 war der Ort Bestandteil des Landkreises Landau in der Pfalz. Nach dem Zweiten Weltkrieg wurde die Stadt innerhalb der französischen Besatzungszone Teil des damals neu gebildeten Landes Rheinland-Pfalz. Bedeutung erlangte Edenkoben 1954 durch die Errichtung der Finanzschule (heute Fachhochschule für Finanzen und Landesfinanzschule) sowie die Gründung der Sportschule des Südwestdeutschen Fußballverbandes. In das gleiche Jahr fiel auch der Bau der ersten (und bislang einzigen) pfälzischen Sesselbahn. Im Zuge der ersten rheinland-pfälzischen Verwaltungsreform wechselte Edenkoben am 7. Juni 1969 in den neu geschaffenen Landkreis Landau-Bad Bergzabern, der 1978 in Landkreis Südliche Weinstraße umbenannt wurde. Drei Jahre später wurde die Stadt Teil der ebenfalls neu gebildeten gleichnamigen Verbandsgemeinde. Vorläufiger Abschluss in der Stadtgeschichte Edenkobens ist der Erhalt eines Autobahnanschlusses in den Jahren von 1986 bis 1990.

### Einwohnerentwicklung
| Edenkoben: Einwohnerzahlen von 2012 bis 2024 | Edenkoben: Einwohnerzahlen von 2012 bis 2024 | Edenkoben: Einwohnerzahlen von 2012 bis 2024 | Edenkoben: Einwohnerzahlen von 2012 bis 2024 | Edenkoben: Einwohnerzahlen von 2012 bis 2024 |
| -------------------------------------------- | -------------------------------------------- | -------------------------------------------- | -------------------------------------------- | -------------------------------------------- |
| Jahr                                         |                                              |                                              |                                              | Einwohner                                    |
| 2012                                         | 2012                                         |                                              | 6.704                                        | 6.704                                        |
| 2015                                         | 2015                                         |                                              | 6.719                                        | 6.719                                        |
| 2020                                         | 2020                                         |                                              | 6.698                                        | 6.698                                        |
| 2024                                         | 2024                                         |                                              | 6.896                                        | 6.896                                        |
| Quelle(n): statistik.rlp.de                  |                                              |                                              |                                              |                                              |

## Religion

### Christentum
Die Evangelischen gehören zur Protestantischen Landeskirche Pfalz, die Katholiken gehören zum Bistum Speyer. Zudem war Edenkoben Standort einer neuapostolischen Kirche, die 2013 entwidmet wurde.

### Judentum
Die Jüdische Gemeinde Edenkoben wurde im 17. Jahrhundert gegründet, eine Synagoge wurde 1827 nach der Schließung des Vorgängerbaus errichtet. In der Zeit des Nationalsozialismus, in der Nacht vom 9. auf den 10. November 1938 wurde das Gebetshaus im Zuge der Novemberpogrome niedergebrannt. Am 22. Oktober 1940 wurden die in Baden und der Saarpfalz lebenden Juden im Zuge der Wagner-Bürckel-Aktion ins Lager Gurs deportiert. Die Judengasse und der Jüdische Friedhof weisen ebenfalls auf die einstige Existenz der jüdischen Gemeinde hin.

### Konfessionsstatistik
Zum Jahresende 2012 waren 35,2 % der Einwohner evangelisch und 34,8 % katholisch. Die restlichen 30 % gehörten einer anderen Glaubensgemeinschaft an oder waren konfessionslos. Der Anteil der evangelischen und katholischen Kirchenmitglieder an der Gesamtbevölkerung ist seitdem gesunken. Ende Mai 2025 hatten 26,9 % der Einwohner die katholische Konfession und 25,1 % die evangelische. 48,0 % gehörten entweder einer anderen Glaubensgemeinschaft an oder waren konfessionslos.

## Politik

### Stadtrat
Der Stadtrat in Edenkoben besteht aus 22 Ratsmitgliedern, die bei der Kommunalwahl am 9. Juni 2024 in einer personalisierten Verhältniswahl gewählt wurden, und dem ehrenamtlichen Stadtbürgermeister als Vorsitzendem.
Die Sitzverteilung im Stadtrat:
| Wahl | SPD | CDU | FDP | Linke | FWG | GBE | Gesamt   |
| ---- | --- | --- | --- | ----- | --- | --- | -------- |
| 2024 | 3   | 7   | 1   | –     | 9   | 2   | 22 Sitze |
| 2019 | 3   | 7   | 1   | –     | 8   | 3   | 22 Sitze |
| 2014 | 3   | 6   | 1   | 1     | 9   | 2   | 22 Sitze |
| 2009 | 3   | 6   | 1   | 1     | 9   | 2   | 22 Sitze |
| 2004 | 4   | 6   | 1   | –     | 9   | 2   | 22 Sitze |

- FWG = Freie Wählergruppe Edenkoben e. V.
- GBE = Grüne Bürgerliste der Stadt und Verbandsgemeinde Edenkoben e. V.;
2024: Bündnis 90/Die Grünen

### Bürgermeister
Daniel Poth (FWG) wurde am 28. August 2024 Stadtbürgermeister von Edenkoben. Bei der Direktwahl am 9. Juni 2024 hatte er sich bei einer Wahlbeteiligung von 62,6 % mit 56,2 % der Stimmen gegen seinen Amtsvorgänger durchgesetzt.
Poths Vorgänger Ludwig Lintz (CDU) wurde am 8. April 2018 in das Amt gewählt. Bei der Stichwahl am 16. Juni 2019 wurde er mit einem Stimmenanteil von 51,48 % für weitere fünf Jahre in seinem Amt bestätigt, nachdem bei der Direktwahl am 26. Mai 2019 keiner der ursprünglich drei Bewerber eine ausreichende Mehrheit erreicht hatte.
Von 1999 bis zu seinem Tod am 30. November 2017 war Werner Kastner von der FWG Stadtbürgermeister.

### Wappen

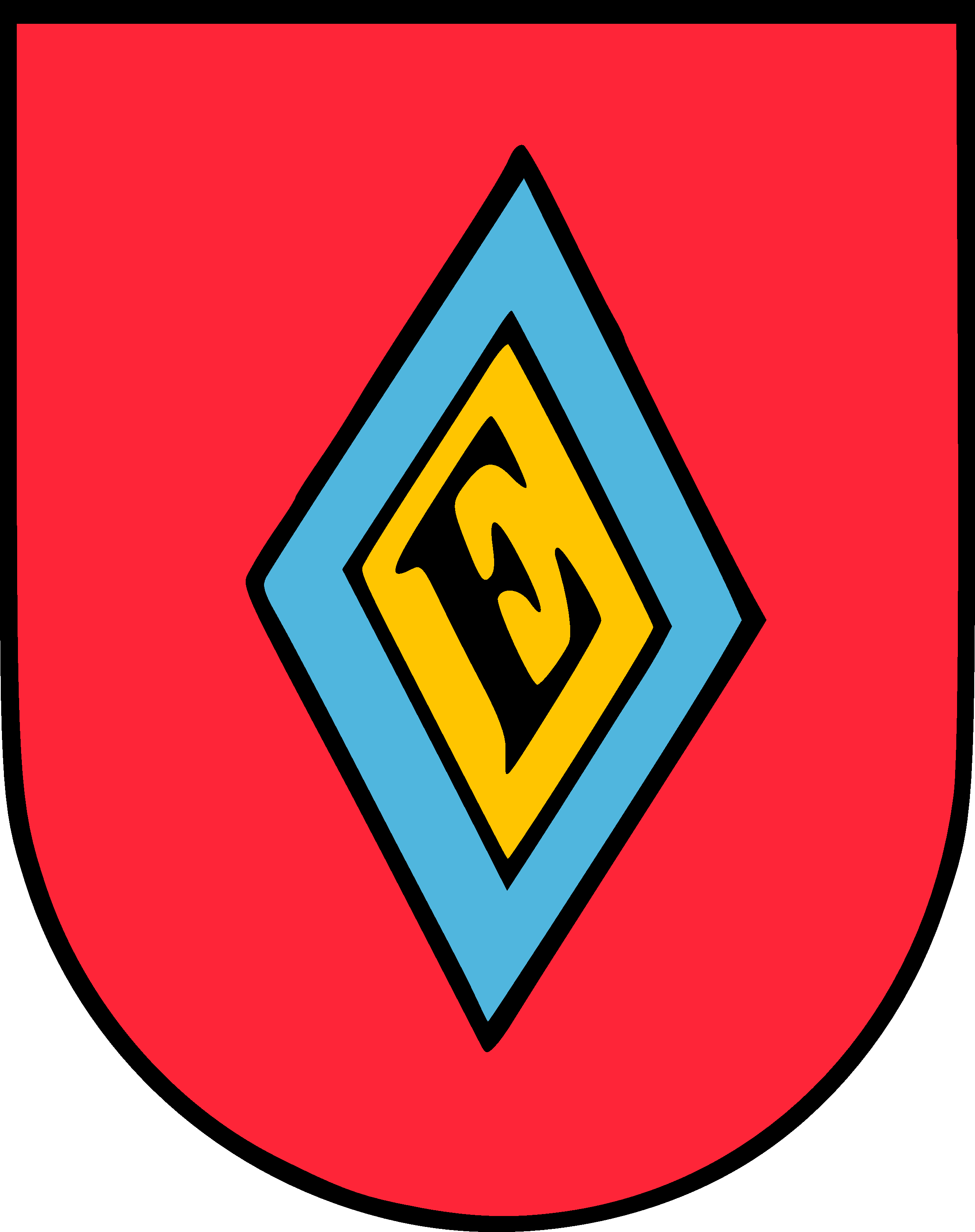
18xx–1908
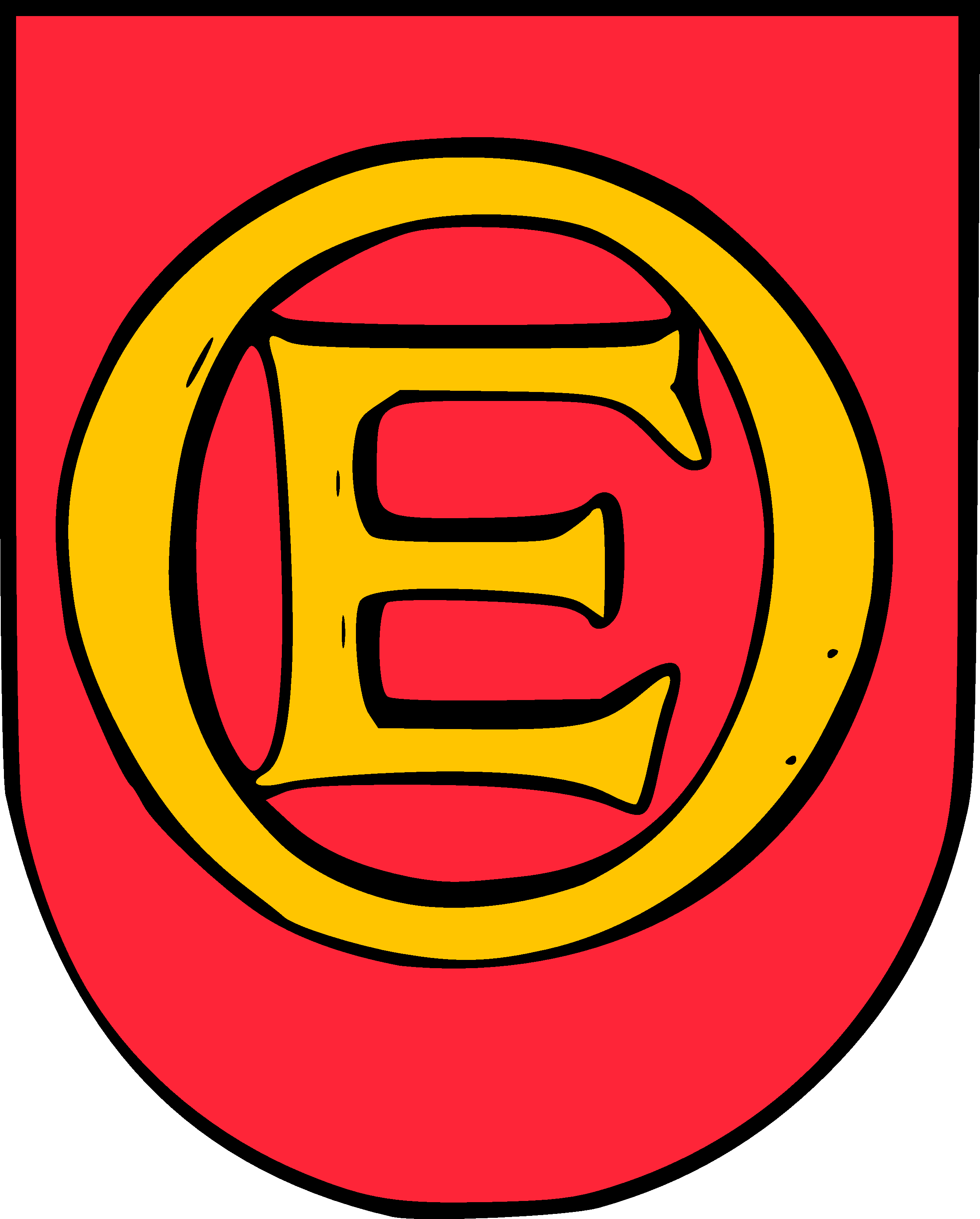
1908–1938

| Wappen von Edenkoben | Blasonierung: „In gespaltenem Schild eine eingepfropfte rote Spitze, darin ein goldenes mit je vier Spitzen versehenes O, in dessen Höhlung ein goldenes Majuskel-E schwebt, oben rechts in Schwarz ein linksgewendeter, rotbewehrter, -bezungter und -bekrönter goldener Löwe, oben links von Silber und Blau gerautet.“                                                       |
| Wappen von Edenkoben | Wappenbegründung: Das Wappen von Edenkoben zeigt den Pfälzer Löwen, der über 700 Jahre das Wappentier der Kurpfalz war. Die blau-weißen Rauten stehen für das Adelsgeschlecht Wittelsbach. Es wird seit 1938 benutzt und wurde 1952 vom Mainzer Innenministerium genehmigt. Der Pfälzer Löwe und die Wittelsbacher Rauten erinnern an die ehemalige Zugehörigkeit zur Kurpfalz. |

### Städtepartnerschaften
Partnerschaften werden mit Étang-sur-Arroux in Frankreich, dem saarländischen Bexbach, dem bayerischen Dinkelsbühl und dem sächsischen Radeburg unterhalten.

## Kultur und Sehenswürdigkeiten

### Bauwerke
Kulturdenkmäler

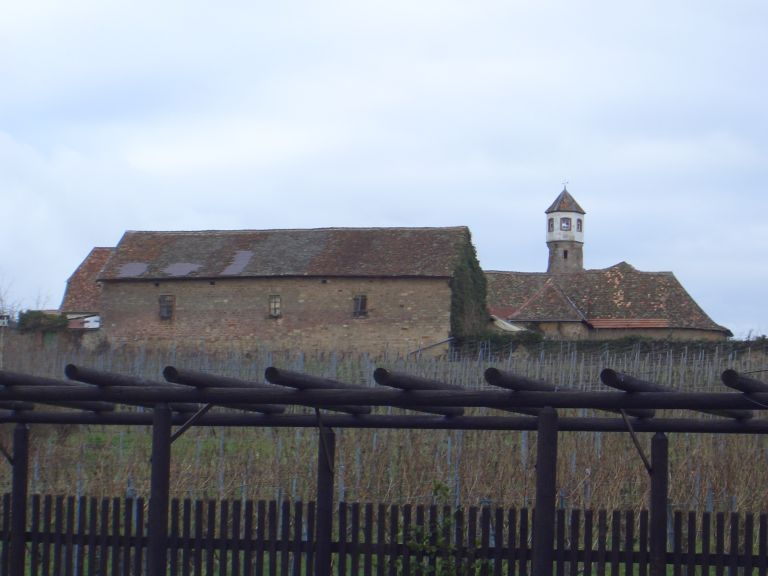
Kloster Heilsbruck

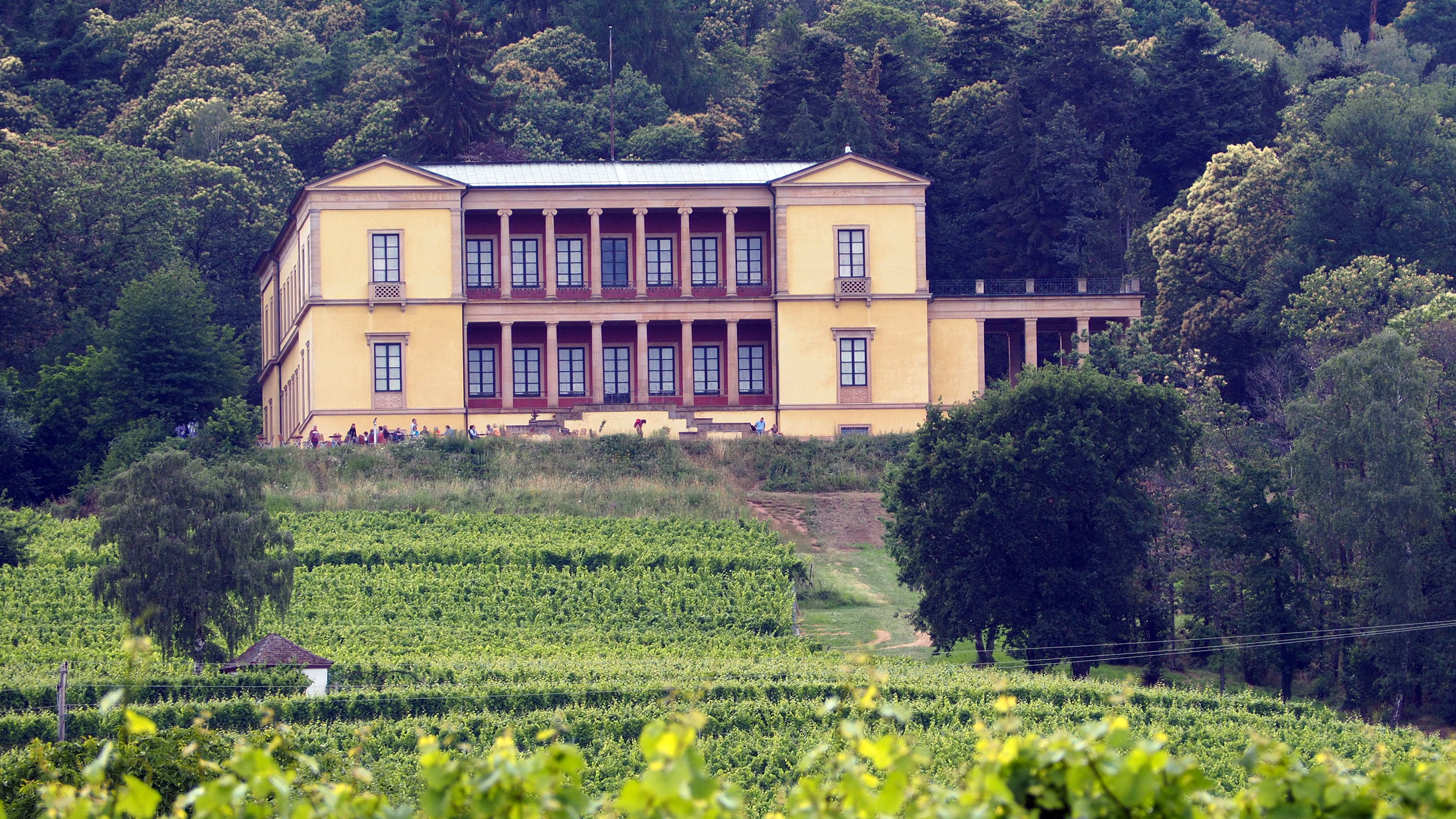
Schloss Villa Ludwigshöhe

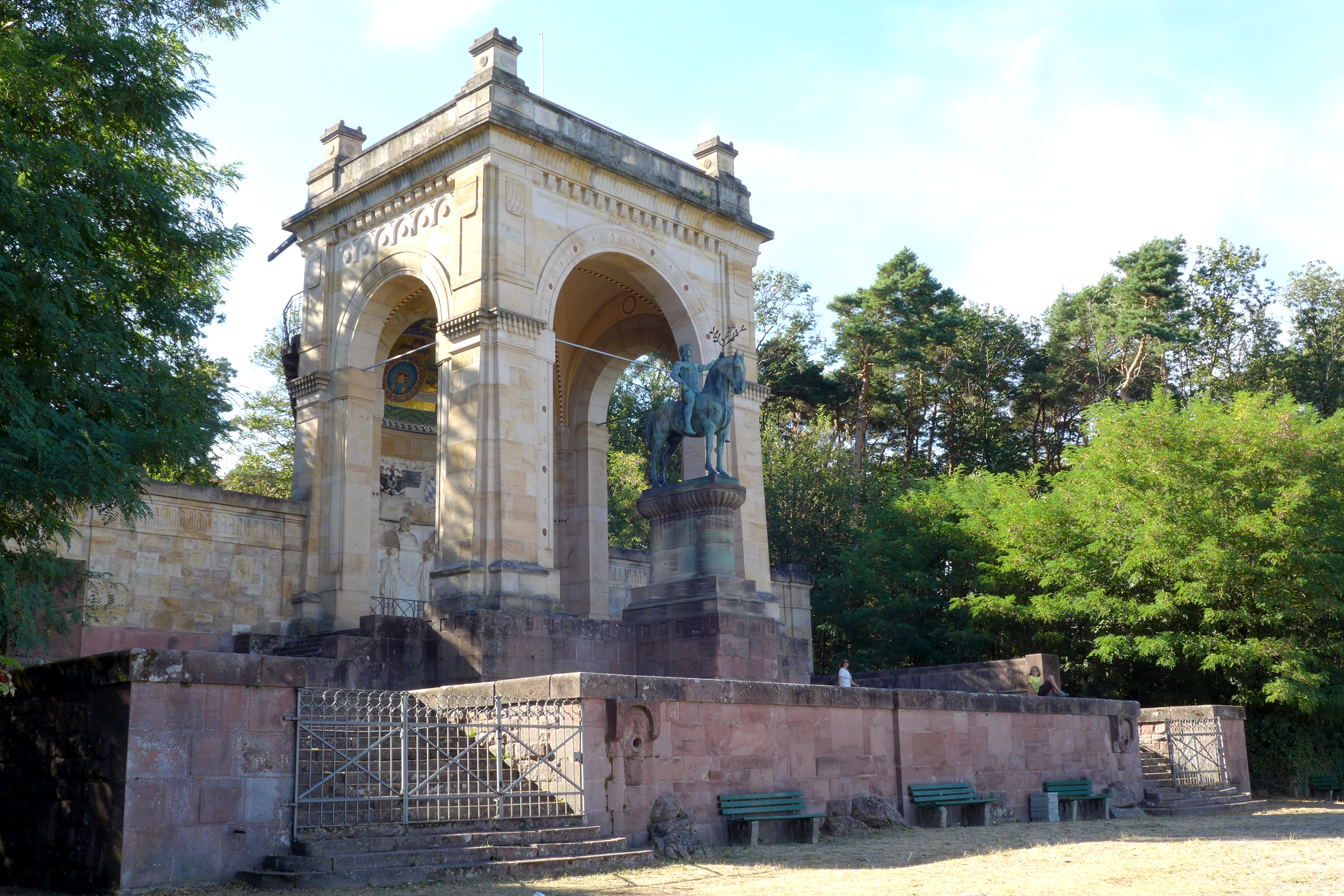
Sieges- und Friedensdenkmal

Der jüdische Friedhof, das Zisterzienserinnenkloster Heilsbruck, der Ortskern, das Ensemble Weinstraße 29–41, die Häusergruppe Weinstraße 49–53 und der Mühlbach samt Hinterer Mühle sind jeweils als Denkmalzonen ausgewiesen.
Hinzu kommen zahlreiche Einzeldenkmäler, darunter das Schloss Villa Ludwigshöhe, das einst Sommerschloss des bayerischen Königs Ludwig I. diente und mittlerweile eine Dauerausstellung des Malers Max Slevogt beherbergt. Weitere denkmalgeschützte Objekte sind unter anderem das Sieges- und Friedensdenkmal sowie das Museum für Weinbau und Stadtgeschichte, die Protestantische Kirche am Marktplatz, die katholische Kirche St. Ludwig und das in der Hollerschen Mühle untergebrachte Herrenhaus Edenkoben.
Sonstige Bauwerke
Die Talstation der Rietburgbahn, einer Sesselbahn, befindet sich auf der Stadtgemarkung. Im Stadtzentrum steht der Lederstrumpfbrunnen. Das Künstlerhaus Edenkoben hat die Aufgabe, Kunst und Kultur zu fördern; dies geschieht durch ein Veranstaltungsprogramm, durch die Vergabe von Stipendien und die Edition von Buchreihen. Darüber hinaus existieren der Kurpfalzsaal, das Freilichtmuseum Weinlehrpfad und das Mühlenmuseum.

### Natur
Auf Gemarkung der Stadt existieren insgesamt elf Naturdenkmale. Zudem befindet sich das Naturschutzgebiet Haardtrand – Kieferberg  und der südliche Teil des Naturschutzgebiets Haardtrand – An der Kropsburg auf dem Stadtgebiet.

### Sport
Der Leichtathletik-Club Oberhaardt 1954 e. V. – kurz LCO Edenkoben – betreibt neben leichtathletischer Jugendförderung aktiv Breitensport (Laufen). Er umfasst über 700 Mitglieder und wurde 2006 mit dem Preis „Beste Jugendförderung 2006“ des Landkreises Südliche Weinstraße ausgezeichnet.
Der Schlittschuhklub Edenkoben/Pfalz e. V. betreibt in den Wintermonaten auf einem Tennisplatz eine aus Kunststoffplatten bestehende mobile Schlittschuhbahn mit einer Fläche von 510 Quadratmetern. Auf der Schlittschuhbahn werden verschiedene Aktivitäten angeboten: Neben Schlittschuhlaufen können Eishockey und Eisstockschießen gespielt werden.
Die Fußballmannschaft des SV Edenkoben war mehrere Jahre Teil der seinerzeit drittklassigen Oberliga Südwest und spielte in den 1980er Jahren zeitweise um den Aufstieg in die zweite Bundesliga mit. Der Verein ist mittlerweile in der Bezirksliga zu finden und firmiert unter dem Namen Spvgg. Edenkoben 1920 e. V.
Der Tennisclub Grün Weiß Edenkoben liegt am Waldrand des Pfälzerwaldes. Auf den sechs Freiplätzen werden von Mai bis Ende Juni die Medenspiele des TCE ausgetragen.
Der Tischtennisverein TTV 04 Edenkoben e. V. nimmt regelmäßig mit mehreren Mannschaften an den Mannschaftsmeisterschaften des Pfälzischen Tischtennisverbandes teil. In der Saison 2019/2020 traten sowohl die erste Herren-, als auch die Damenmannschaft in der Pfalzliga an.
Der Turnverein 1848 Edenkoben e. V. (TVE) hat etwa 900 Mitglieder. Im Angebot sind verschiedene Sportarten wie Gerätturnen, Gymnastik, Indiaca, Volleyball, Ballett, Seilspringen, Schwimmsport. Im Bereich Gerätturnen erhielt der TVE im Dezember 2017 vom Pfälzer Turnerbund das Prädikat „PTB-Turnschule“.

### Sonstige Vereine
Vor Ort existieren der sogenannte Heimatbund Edenkoben sowie eine Ortsgruppe des Pfälzerwald-Vereins.
Der Volkschor Edenkoben 1871 e. V. ist ein gemischter Chor, der im Jahr 2021 sein 150-jähriges Vereinsjubiläum hat und somit einer der ältesten Vereine der Stadt ist. Mit einem zeitgenössischen Repertoire ist der Volkschor ein zentraler Bestandteil des kulturellen Lebens der Stadt und der Region.

### Veranstaltungen
Seit 2008 ist Edenkoben als Veranstaltungsort für ein Open-Air-Rockkonzert etabliert. Jährlich im August findet Rock am Friedensdenkmal statt, wobei die Kulisse des Sieges- und Friedensdenkmals auf dem Werderberg als Bühne dient. Von der Veranstaltung werden jährlich etwa 1000 bis 2000 Besucher angezogen. Veranstalter ist der Verein Rock am Friedensdenkmal e. V. Der Erlös der Veranstaltung kommt der Jugendmannschaft des SV Edenkoben zugute. Bislang traten namhafte Tributebands wie Echoes (Pink Floyd), TheQueenKings (Queen), Bounce (Bon Jovi), Völkerball (Rammstein) und Demon’s Eye (Deep Purple) als Top Act auf. Als Support waren Circle of Hands (Uriah Heep), AC/ID (AC/DC), SKOL – Legends of Rock und Trancemission zu sehen. Im Jahre 2014 wurden Still Collins – eine Phil-Collins- und-Genesis-Coverband – sowie Beau2ful (U2) unter Vertrag genommen.
Seit 2012 wird vor Ort jährlich außerdem die Goldene Zeile überreicht.

## Wirtschaft und Infrastruktur

### Weinbau

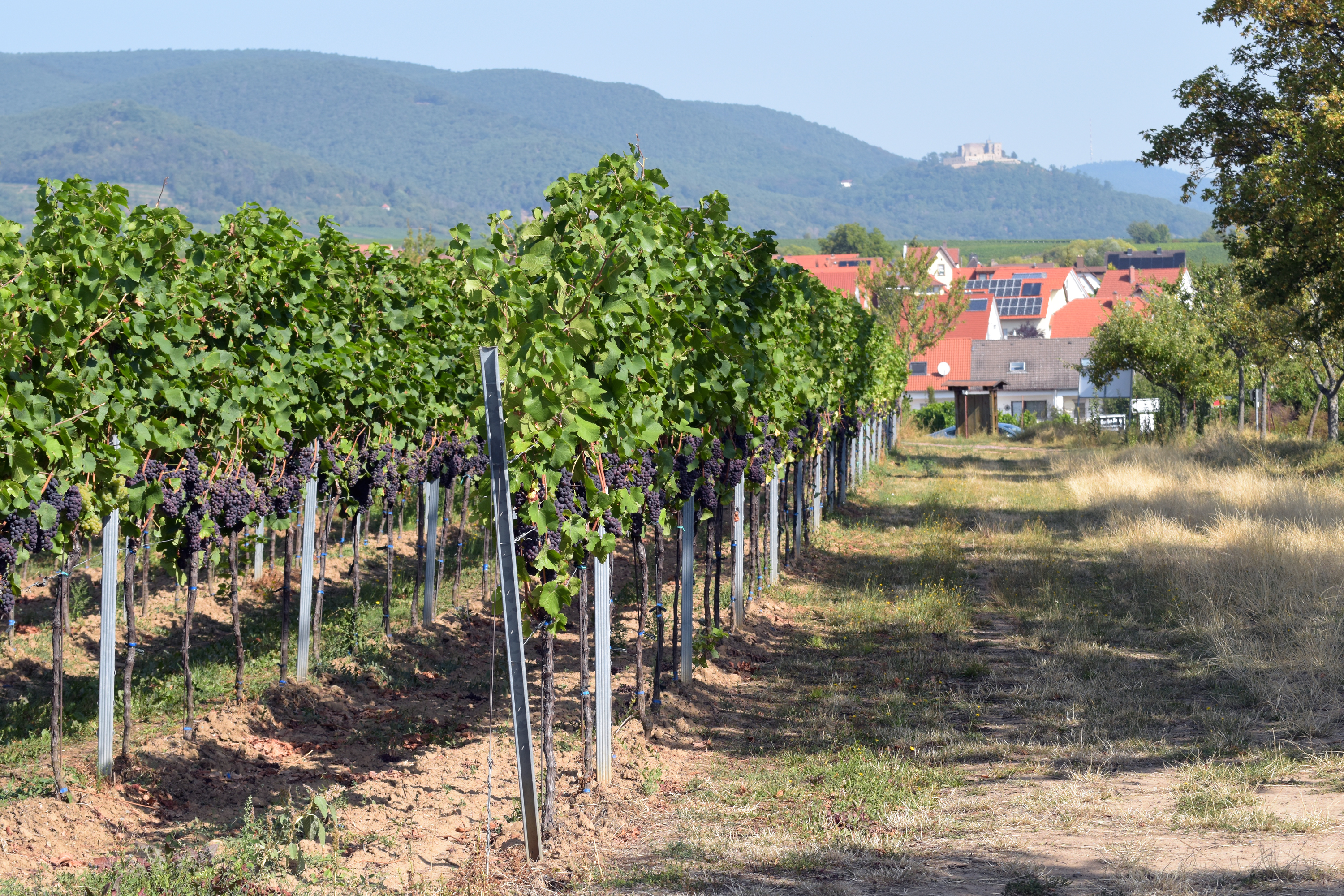
Weinanbau in Edenkoben, im Hintergrund das Hambacher Schloss

Edenkoben ist ein Winzerort und als solcher Teil des Weinanbaugebiets Pfalz. Die Rebsorte Dunkelfelder wurde vor Ort von Gustav Adolf Froelich Anfang des 20. Jahrhunderts gezüchtet. Vor Ort befinden sich die Großlage Schloß Ludwigshöhe sowie die Einzellagen Bergel (mit den Sublagen Sauweide, Hartgewanne, Im Röhrig und Rote Heide), Blücherhöhe, Heidegarten, Heilig Kreuz (mit der Sub-Lage Im Mai), Kastaniengarten (mit der Sublage Frühmühle), Kirchberg (mit der Sublage Auf der obern Höhe), Mühlberg und Schwarzer Letten.

### Forstwirtschaft
Im Zuge der Haingeraide war Edenkoben an der sogenannten vierten Haingeraide beteiligt, die in der frühen Neuzeit aufgelöst und deren größter Teil der Stadt unterstellt wurde.

### Unternehmen
In Edenkoben befand sich zeitweise ein Standort von Akkord-Radio. Die Volksbank Raiffeisenbank eG Edenkoben-Maikammer ging 2002 in der VR Bank Südpfalz auf. Zudem hat PalatinaBus seinen Sitz in der Stadt.

### Verkehr
Schiene

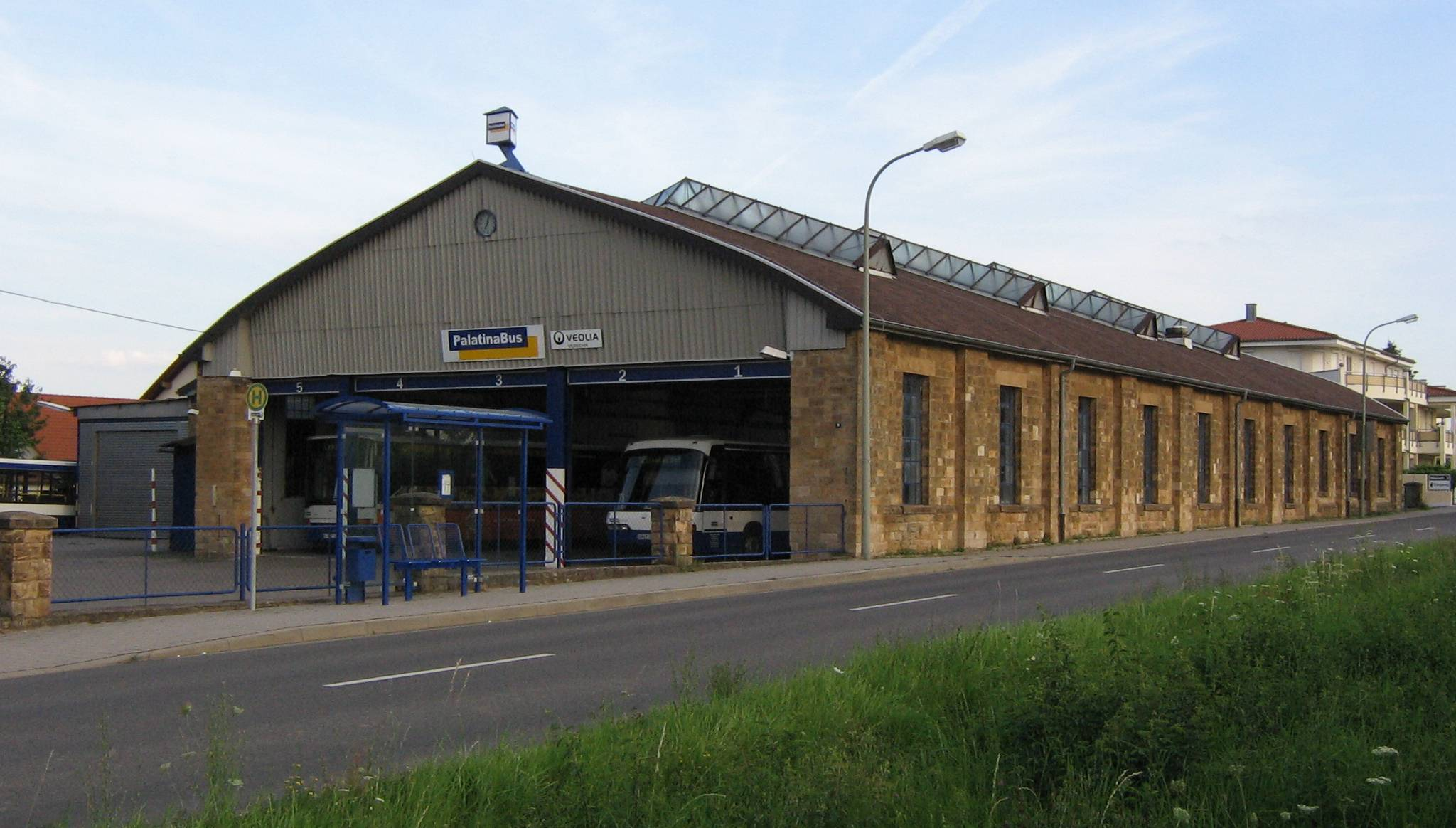
Ehemaliges Depot der Pfälzer Oberlandbahn

Edenkoben besitzt einen Bahnhof an der Bahnstrecke Neustadt–Wissembourg und ist in den Karlsruher Verkehrsverbund (KVV) und in den Verkehrsverbund Rhein-Neckar (VRN) eingebunden. Zweimal pro Stunde existieren Zugverbindungen nach Neustadt an der Weinstraße in Richtung Norden, in Richtung Süden fährt pro Stunde ein Zug nach Karlsruhe und einer nach Wissembourg. Vereinzelt bedienen Regional-Expresse zwischen Kaiserslautern und Karlsruhe den Bahnhof. Edenkoben war ab 1912 bis zur Stilllegung 1955 an die Pfälzer Oberlandbahn – oft als Die Schneck bezeichnet – angeschlossen und Standort des Betriebsbahnhofs.
Straße
Nach Einstellung der Oberlandbahn wurde die Erschließung der Gegend von einer Buslinie übernommen die von der Route teilweise abweicht und zusätzlich Orte bedient, die nicht an die Pfälzer Oberlandbahn angeschlossen waren. Außerdem gibt es eine weitere Buslinie vom Bahnhof bis zur Talstation zur Rietburgbahn, deren Bedienung von Ostern bis Ende Oktober an Sonn- und Feiertagen erfolgt. Die Buslinie ist auf die Zugfahrzeiten abgestimmt. An Edenkoben führt die Bundesautobahn 65 vorbei. Die Anschlussstelle Edenkoben hat die Nummer 14. Die Landesstraße 512 verbindet Edenkoben mit Neustadt sowie Landau und die Landesstraße 516 mit Wachenheim an der Weinstraße sowie Edesheim. Die Kreisstraße 6 verbindet die Kernstadt mit dem Forsthaus Heldenstein sowie mit den östlich von ihr liegenden Gäugemeinden. Die Kreisstraße 30 verbindet die Stadt mit der auf der Gemarkung von Sankt Martin befindlichen Kropsburg und die Kreisstraße 31 stellt eine Querverbindung zwischen den beiden Landesstraßen her.
Sonstiges
Edenkoben war seit 1974 Patenstadt des 2010 verschrotteten Unterseeboots U28 und ist seit dem 4. Dezember 2003 Patenstadt des Unterseeboots U 32.

### Tourismus

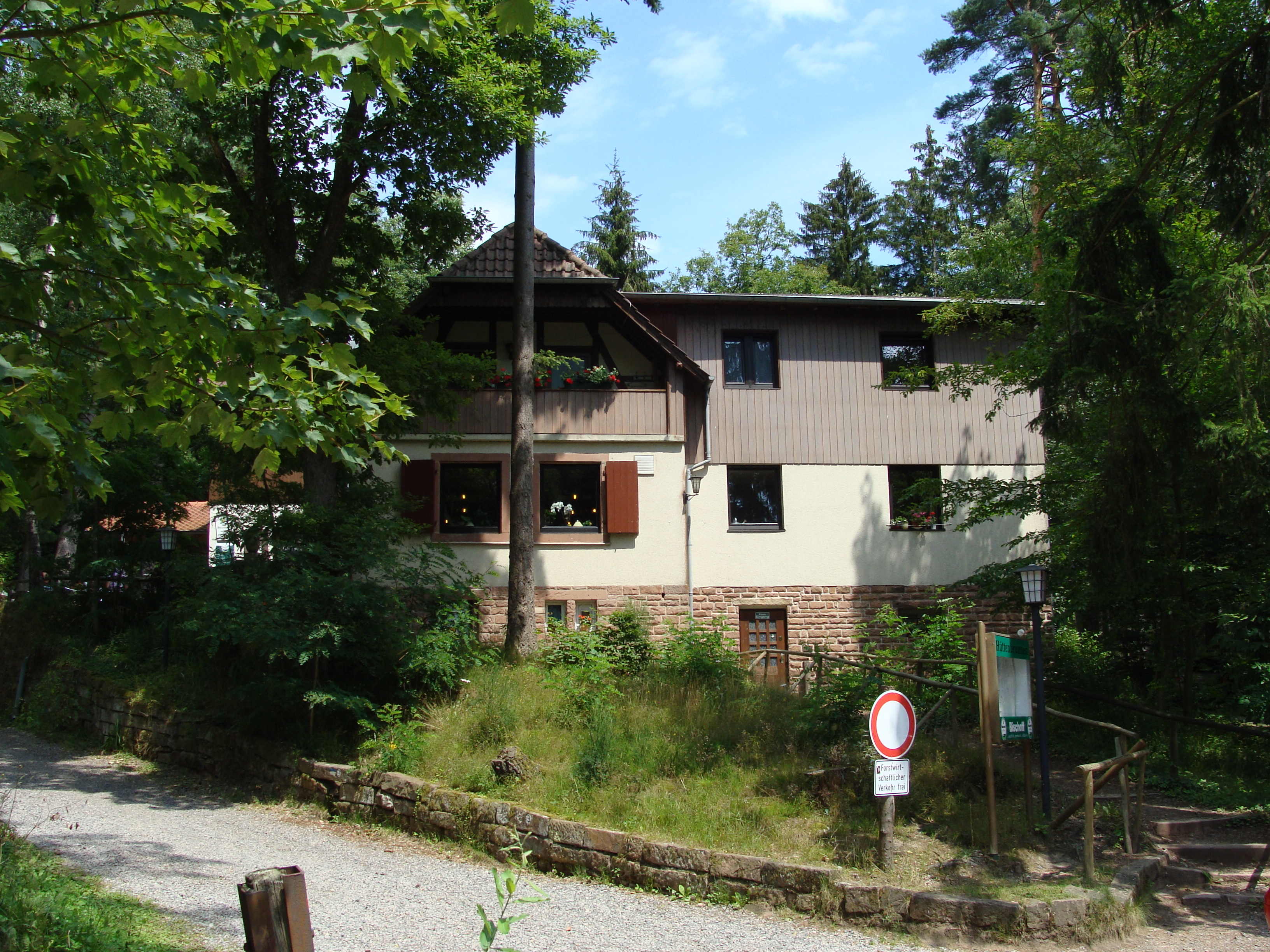
Edenkobener Hütte am Hüttenbrunnen

Im Pfälzerwald liegt die Edenkobener Hütte am Hüttenbrunnen. Innerhalb der Waldexklave befindet sich das Lambrechter Naturfreundehaus.
Die Deutsche Weinstraße führt direkt durch den Stadtkern. Durch die Stadt verlaufen außerdem der Pfälzer Keschdeweg, der Pfälzer Mandelpfad, der Fernwanderweg Franken-Hessen-Kurpfalz und der Radweg Deutsche Weinstraße. Der Pfälzer Weinsteig sowie ein Wanderweg, der mit einem roten Balken gekennzeichnet ist und der von Bad Dürkheim bis nach Siebeldingen verläuft, führen durch die Waldgemarkung. Durch die Waldexklave unmittelbar vorbei am Forsthaus Heldenstein verläuft einer, der einer mit einem grün-weißen Balken gekennzeichnet ist und von Hertlingshausen bis mach Sankt Martin führt.

### Behörden
Während der Zugehörigkeit zu Frankreich war Edenkoben Sitz eines Friedensgerichts, das dem Tribunal erster Instanz Speyer unterstand. Seit der bayrischen Zeit bis zum Jahr 1971 war die Stadt dann Sitz eines Amtsgerichts. Als Zentrum der Verbandsgemeinde beherbergt Edenkoben deren Verwaltung. Seit 2005 hat der Südwestdeutsche Fußballverband seinen Sitz in Edenkoben. Er ist der Dachverband von mehr als 1000 Vereinen mit 240.000 Mitgliedern.

### Bildung
Vor Ort existieren die Grundschule Edenkoben, zu deren Einzugsgebiet die Nachbargemeinde Venningen gehört und mit der Kooperativen Realschule Edenkoben eine Realschule plus. Das Gymnasium Edenkoben liegt bereits auf der Gemarkung von Maikammer. Die Hochschule für Finanzen Rheinland-Pfalz fungiert als Landesfinanzschule des Landes Rheinland-Pfalz.
Hinzu kommt die Höhere Berufsfachschule für Hotelmanagement. Zudem ist Edenkoben Standort der Berufsbildenden Schule Südliche Weinstraße und beherbergte bis 2014 eine Außenstelle der Paul-Moor-Schule Landau, einer Förderschule. Darüber hinaus existieren die Sportschule des Südwestdeutschen Fußballverbandes e. V. Ludwigshöhe (SWFV) und die Volkshochschule Edenkoben e. V. In den 1980er Jahren war geplant, in Edenkoben eine Schule nach dem Konzept der United World Colleges aufzubauen, was jedoch scheiterte.

## Persönlichkeiten

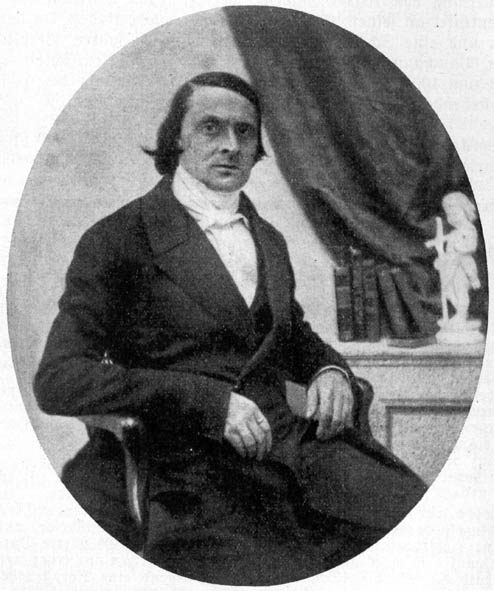
Franz Xaver Remling

Insgesamt sieben Personen wurden zwischen 1964 und 2023 bislang zu Ehrenbürgern ernannt.
Erster historisch verbürgter bekannter Sohn der Stadt war der im 16. Jahrhundert geborene Jesuitenpater Johann Reinhard Ziegler. Zwei Jahrhunderte später wurde der Trapper Johann Adam Hartmann geboren, der als Vorbild für die Figur Lederstrumpf diente. Im 19. Jahrhundert kamen der Priester Franz Xaver Remling, die Professoren Friedrich Arnold und Franz Weidenreich sowie der Maler August Croissant zur Welt. Zwischen 1900 und 2000 war Edenkoben Geburtsort des rheinland-pfälzischen Landespolitikers Oskar Stübinger sowie der Theologen Arnold Bittlinger und Hans Mercker.
Der Mundartdichter Fritz Claus starb in Edenkoben. Heinrich Stollhof war ab 1936 bis zu seinem Tod katholischer Stadtpfarrer.

## Film
- Wo Feigen und Orangen blühen. Die Südpfalz rund um Edenkoben. Dokumentation, 2006, 30 Min., Produktion: SWR, Reihe: Fahr mal hin, Erstsendung: 23. Mai 2006,